# Jim Bridger

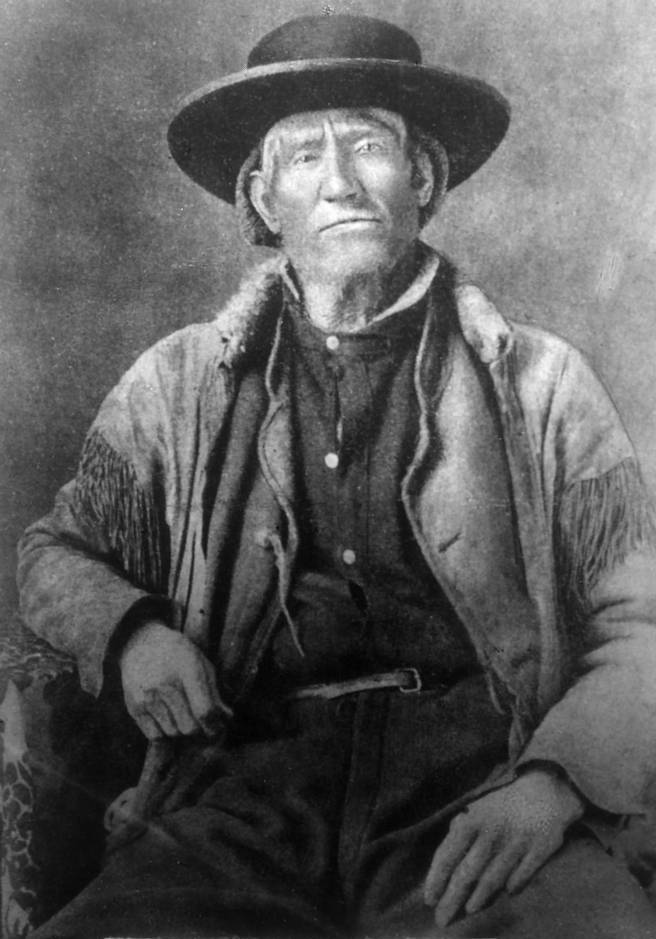
Jim Bridger

Jim Bridger (* 17. März 1804 in Virginia; † 17. Juli 1881 in Washington, Missouri), eigentlich James Bridger, oft auch Old Gabe und von Indianern Casapy oder Blanket Chief genannt, gilt als einer der fähigsten Mountain Men, Trapper, Scouts und Entdecker im Wilden Westen der USA. Er war ein begnadeter Geschichtenerzähler. Bis heute ist bei vielen Geschichten unklar, inwieweit sie wahr, ausgeschmückt oder ganz erfunden waren.

## Kindheit und Jugend
Jim Bridger wurde am 17. März 1804 wahrscheinlich in Richmond (Virginia) geboren. Acht Jahre später zog er mit seinen Eltern und seiner Schwester weiter nach Westen, in die Nähe von St. Louis. Als Jim zwölf Jahre alt war, starb seine Mutter, ein Jahr später sein Vater. Jim arbeitete wahrscheinlich anfänglich als Handlanger auf einer Fähre auf dem Missouri River, um sich und seine Schwester zu ernähren. Dann fing er eine Lehre bei einem Schmied an, brach diese aber 1822 ab.

## Leben in den Rocky Mountains

### Angestellter Pelzjäger
Am 13. Februar 1822 erschien in der Zeitung Missouri Gazette and Public Advertiser ein Inserat:

„Für unternehmungslustige junge Männer: Der Unterzeichnende wünscht 100 Männer für ein, zwei oder drei Jahre anzuheuern, die bis zur Quelle des Missouri River hinaufsteigen […]“

Der knapp 18-jährige Bridger fühlte sich angesprochen, meldete sich und wurde Teil von Ashleys Hundert. Die Mitglieder der Gruppe waren sehr unterschiedlich. Die einzige Gemeinsamkeit war ihre Unerfahrenheit mit der Wildnis der Rocky Mountains. Genauso wie Jim Bridger sollten etliche von ihnen als Experten des Lebens in den Bergen bekannt werden, zum Beispiel James Clyman, Tom Fitzpatrick, Hugh Glass, Edward Rose, die Brüder Milton und William Sublette und Jedediah Smith.
1823 gründeten William Henry Ashley und Major Andrew Henry offiziell die Rocky Mountain Fur Company. Bridger zog mit Henrys Gruppe der Expedition durch das Gebiet des heutigen US-Bundesstaates South Dakota zum Yellowstone River. Im bereisten Gebiet lebten mehrere Indianervölker. Angeblich war Bridger mit seinen Kollegen in Kämpfe mit Arikara-Kriegern verwickelt.
Während der ersten Zeit in den Bergen fiel ein Grizzlybär Hugh Glass an. Bridger und sein Kollege John Fitzgerald hielten Glass für tot und ließen ihn zurück. Allerdings tauchte Glass im Winter 1823/24, den die Gruppe an der Mündung des Bighorn Rivers in den Yellowstone River verbrachte, plötzlich wieder in ihrem Lager auf und verzieh dem unerfahrenen Bridger seinen Fehler.

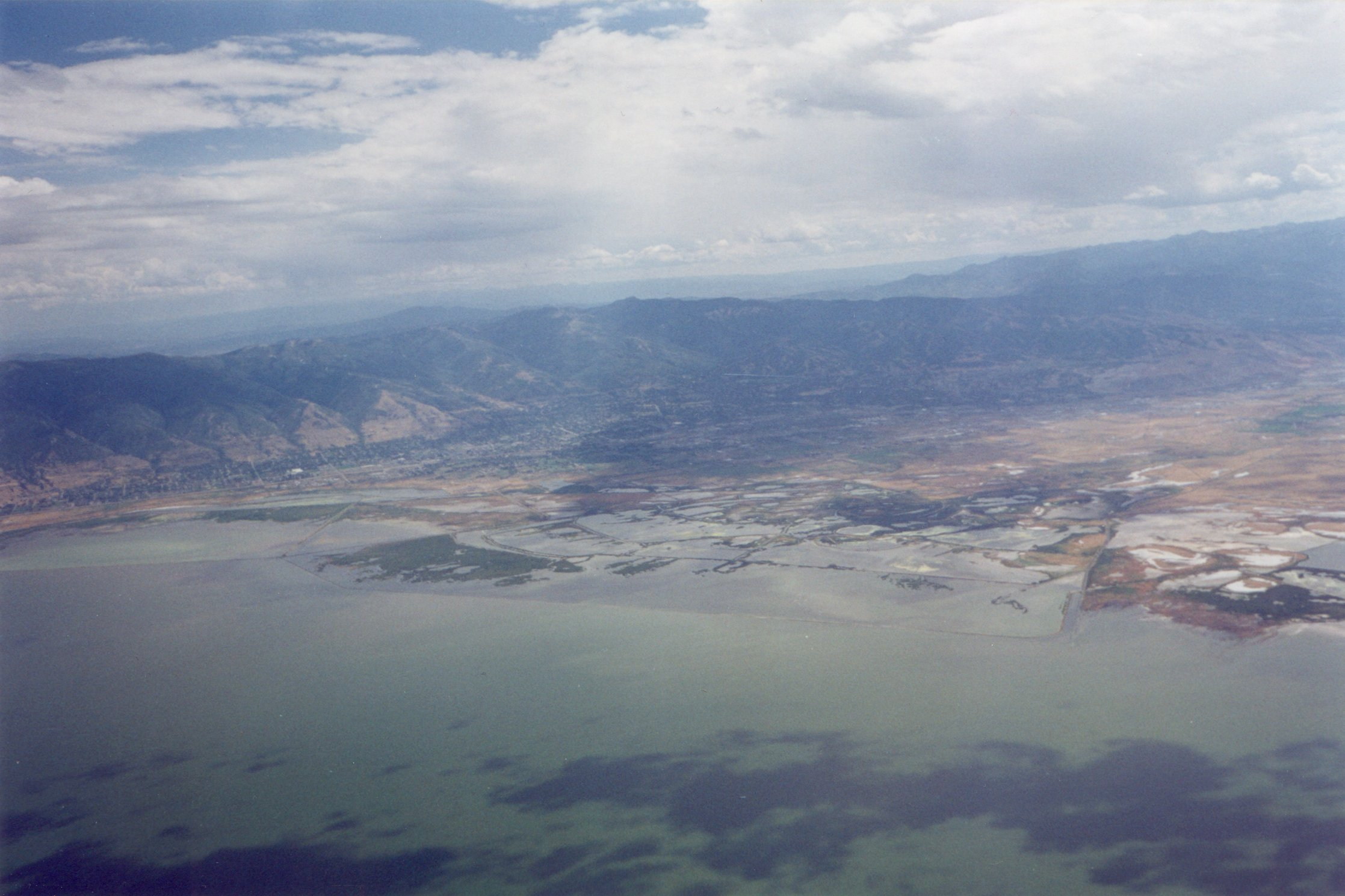
Großer Salzsee

Im nächsten Sommer überquerte Bridger mit einer Jagdgruppe unter der Leitung von Jedediah Smith den South Pass und damit den Hauptkamm der Rocky Mountains. Im Winter 1824/25 lagerten sie im Cache Valley, das im Norden des heutigen US-Bundesstaates Utah und im Süden von Idaho liegt. Bridger nutzte die Zeit für einen Erkundungsritt den Bear River entlang nach Süden. Er stieß auf den Großen Salzsee, hielt ihn aber wegen seines Salzgehaltes für einen Arm des Pazifiks. Jim Bridgers Name machte als Entdecker des Großen Salzsees die Runde. Ansprüche von Etienne Provost, er habe sowohl den South Pass wie den großen Salzsee als erster erreicht, gehen auf dessen eigene Behauptung viele Jahre später zurück und sind nach belegbaren Daten über seine Aufenthaltsorte nicht realistisch.
1826 schloss sich Bridger einer Gruppe von Pelzjägern unter der Leitung von William L. Sublette und David E. Jackson in die Nähe des heutigen Yellowstone-Nationalparkes an. 1827 wurde er mit Jackson im Green-River-Tal gesehen, im folgenden Winter stellte er seine Fallen im Cache Valley und im Frühling am Portneuf und am Bear River. Im Herbst 1828 drangen Robert Campell und Bridger ins Territorium der Absarokee-Indianer ein. Möglicherweise begleitete sie Jim Beckwourth.
Insgesamt war Bridger zwischen 1822 und 1839 als Trapper in den Rocky Mountains tätig. Seine Konstitution erwies sich als ausgezeichnet und ließ ihn extreme Bedingungen überleben. Er durchstreifte das Gebiet vom heutigen US-Bundesstaat Colorado bis an die kanadische Grenze. Auf seinen Erkundungstouren lernte er etliche Pioniere kennen, die berühmt wurden, darunter Kit Carson, John Fremont, Joseph Meek und John Sutter.
Ashley und Henry hatten das System der „Rendezvous“ eingeführt. Die Pelzjäger trafen sich einmal im Jahr an einem festgelegten Ort mit den Händlern, lieferten dort ihre Pelze ab und nahmen neue Vorräte entgegen. Das erste Rendezvous fand am 1. Juli 1825 bei Henrys Fork statt, vermutlich war Bridger anwesend. Gesichert ist, dass er an allen übrigen Treffen außer jenem von 1833 teilnahm.

### Selbständiger Pelzjäger
Beim Rendezvous von 1830 kauften Jim Bridger, Thomas Fitzpatrick, Henry Fraeb, Jean Gervais und Milton Sublette die Rocky Mountain Fur Company von Jedediah Smith, William Sublette und David Jackson, die sie ihrerseits 1826 von Ashley und Henry übernommen hatten. Somit trat Bridger im Kampf um Biberpelze noch unmittelbarer in Konkurrenz zur Hudson’s Bay Company (HBC) und zu John Jacob Astors American Fur Company. Bridger und seine Partner führten die Pelzhandelsgesellschaft bis 1834. Wie hart und kompromisslos die Konkurrenzsituation war, zeigte sich 1832 nach dem Rendezvous in Pierre’s Hole. Da der Biberbestand in den gängigsten Jagdgebieten bereits stark abgenommen hatte, drangen Fitzpatrick und Bridger in das gefährliche Territorium der Blackfoot vor. Trapperbrigaden der American Fur Company folgten Fitzpatrick und Bridger in der Hoffnung, dass diese sie in reichhaltige Bibergebiete führen würden. Bridger und sein Kollege brachen unvermittelt die Jagd ab und führten ihre Verfolger kreuz und quer durch das Revier der Blackfoot. Schließlich befanden sich die Jäger der American Fur Company alleine in unbekanntem, feindlichem Gebiet. Vanderburgh, einer ihrer Führer, wurde von Blackfoot-Kriegern getötet.
Auch Bridgers Trapper und die Blackfoot gerieten immer wieder aneinander. Zum Beispiel stahlen die Blackfoot Bridgers Gruppe im Februar 1835 Pferde. Außerdem gingen Fallen verloren, und einige Trapper wurden verletzt.

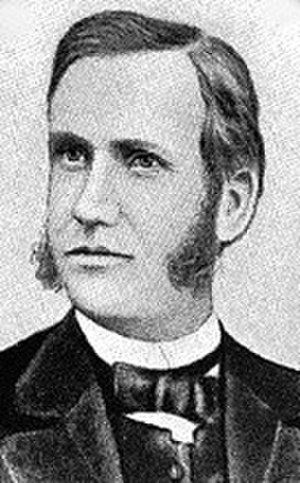
Marcus Whitman

1835 heiratete Bridger Cora, eine Flathead-Indianerin. Am 13. August 1835 operierte der Missionar Marcus Whitman Bridger eine 7,5 cm lange Pfeilspitze aus dem Rücken. Bridger hatte sich die Pfeilspitze drei Jahre früher von den Blackfoot eingefangen.
Am 22. August brachen 50 Jäger unter seiner Leitung zum Territorium der Lakota und danach der Flathead auf. Die Jagd bei den Blackfoot hatte sich trotz des Widerstandes der Indianer gelohnt, so dass Bridger 1836 erneut in ihr Land eindrang, diesmal mit 60 Trappern. Bei einem Kampf mit den Blackfoot kam ein Trapper ums Leben.
Am 5. Juli 1838 tauchte Bridgers Jagdgruppe mit einem Blackfoot-Skalp beim Rendezvous auf. Vermutlich hatte sich Bridger für die stetigen Überfälle der Blackfoot gerächt und mit seiner Gruppe eines ihrer Dörfer angegriffen, das von einer Pockenepidemie geschwächt war. Dabei sollen 15 Indianer getötet worden sein.
Die Pelzjagd hatte Bridger gutes Geld eingebracht; allmählich neigte sich der Bestand an Pelztieren aber dem Ende zu. 1838 zog er nochmals zu einem Jagdzug auf, reiste zum Wind River und zum Jackson Hole, überwinterte am Fall River und jagte im Frühling 1839 im Territorium der Absarokee. Im Sommer kehrte Bridger nach 17 Jahren in den Rocky Mountains zum ersten Mal in den Osten zu seiner Schwester zurück. Dort zog er es vor, vor dem Haus auf dem Boden statt in einem Zimmer zu schlafen. Ist aus dem Jahr 1838 noch eine Zahlungsanweisung von über 3300 US-Dollar an Bridger bekannt, so erhielt er in St. Louis nur noch 408 Dollar für seine Pelze.
1840 gründete er mit Henry Fraeb die Firma Fraeb & Bridger. Mit Handelswaren ausgerüstet, brachen sie zum letzten großen Rendezvous in den Rocky Mountains auf. In der Folge jagte Bridger mit einer Gruppe am Columbia River. Vermutlich reiste er anschließend mit Fraeb und Joseph R. Walker nach Süden zu den Hopi-Indianern und von da westwärts nach Kalifornien. Wahrscheinlich traf er im Februar 1841 in Los Angeles ein.

### Händler

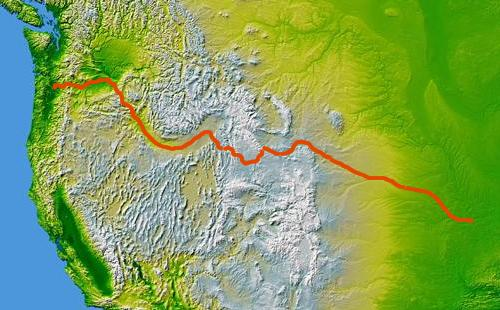
Route des Oregon Trails

Im August 1841 begann Bridger am Westufer des Green Rivers mit dem Bau des Fort Bridger, eines Handelspostens, um die Pioniere des Oregon Trails auszurüsten. Sein Partner Fraeb wurde während dieser Zeit von Indianern getötet.
Bridger genoss hohes Ansehen als Trapper und Mountain Man und war bei seinen Feinden gefürchtet. Im damaligen Westen herrschten raue Sitten, und Bridger hatte sich gut daran angepasst. So soll er beispielsweise Handelswaren der HBC gestohlen haben.
1842 reiste er mit 20 Männern und 20 Bündeln Pelzen nach St. Louis. Wegen der mittlerweile großen Spannungen zwischen verschiedenen Indianervölkern und den Weißen mussten sie das Land der Lakota und Cheyenne umgehen. In St. Louis fand er in Louis Vasquez einen neuen Partner und brach mit ihm wieder nach Westen auf.
1843 begann er etwas weiter südlich, am Blacks Fork im Südwesten des heutigen Bundesstaates Wyoming, mit dem Bau eines zweiten Fort Bridger, das noch heute so heißt. In den folgenden Jahren brach er immer wieder zu Streifzügen in die Wildnis auf; das starre Leben im Fort behagte ihm nicht. In der Wildnis jagte er und stellte Fallen, obwohl besonders die Biber beinahe ausgerottet waren. Beinahe mit leeren Händen traf er in Fort Union ein.
Im folgenden Jahr reiste Bridger nach Kalifornien. Erst 1845 kehrte er in sein Fort zurück. Im Herbst erhielt er für 840 Biberfelle, 675 Hirschdecken, 28 Mulis, 24 Pferde und 1400 Seemuscheln aus Kalifornien insgesamt 5000 Dollar. Zwischendurch jagte Bridger der Felle wegen Bisons und führte Planwagen-Karawanen über den Oregon Trail.
Bis zu ihrem Tod im Jahre 1846 hatte Cora drei Töchter geboren, Mary Ann vermutlich am 18. November 1835 oder 1836, Felix Frances im Dezember 1841 und Mary Josephine wahrscheinlich 1846. Ein Jahr später heiratete Bridger eine Ute, die drei Jahre später bei der Geburt ihres zweiten Kindes, der Tochter Virginia, starb.
Bridgers Tochter Mary Ann gehörte zu den Geiseln des Whitman-Massakers, bei dem am 29. November 1847 der Missionar Marcus Whitman, seine Frau Narcissa sowie 15 weitere weiße Siedler von Cayuse- und Umatilla-Kriegern getötet und 54 Frauen und Kinder als Geiseln genommen worden waren. Peter Skene Ogden, ein Pelzhändler der HBC, sorgte für ihre Freilassung, indem er den Indianern 62 Decken, 63 Baumwollhemden, 24 Gewehre, 600 Patronen und sieben Pfund Tabak anbot. Mary Ann starb allerdings 1848, kurz nach ihrer Rückkehr in Oregon City.

### Scout

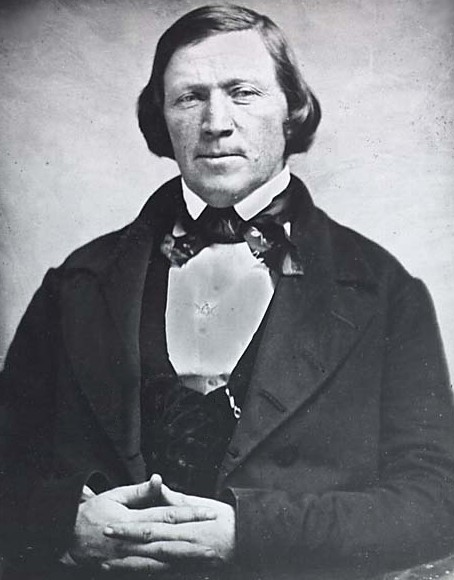
Brigham Young

1847 beriet er widerwillig Brigham Young und seine Mormonen, wo sie sich im Großen Becken ansiedeln könnten. Bereits damals waren sich Bridger und Young unsympathisch; später sollte sich dieser Konflikt verschärfen. Immer mehr Siedler strömten in den Westen. Bridger nutzte dies, indem er in seinem Fort eine Schmiedewerkstatt einrichtete, die er später zu einer Raststätte für Planwagenkarawanen ausbaute.
1849/50 führte er die Stansbury-Expedition ins heutige Utah. Bei der Rückkehr über die Rocky Mountains fand Bridger eine alternative Route südlich des South Pass im heutigen US-Bundesstaat Wyoming. Bislang war der South Pass der übliche Gebirgsübergang gewesen; auch der Oregon Trail führte über diesen Pass. Allerdings stellte der South Pass einen erheblichen Umweg dar. Bridgers alternative Route über den Bridger-Pass verkürzte den Oregon Trail um 98 Kilometer. Später führte sowohl die Eisenbahnstrecke der Union Pacific Railroad über den Bridger-Pass als auch die Autostraße Interstate 80.
Vermutlich 1851 oder früher heiratete Bridger zum dritten Mal, Mary Washakie, eine Shoshone. Sie war die Tochter des bedeutenden Kriegers und Häuptlings Washakie. 1851 begleitete er eine Delegation der Shoshone-Indianer zum großen Rat der Plains-Indianer östlich von Fort Laramie.
Im Sommer 1853 sollte eine Miliz der Mormonen Bridger gefangen nehmen, da ihnen die Praktik Bridgers, Alkohol und Waffen an Indianer zu verkaufen, ein Dorn im Auge waren. Bridger floh in den Osten und gab sein Fort auf.
1854 ließ Jim Bridger zwei Kinder in St. Charles (Missouri) taufen: seine sechsjährige Tochter auf den Namen Virginia und seinen vierjährigen Sohn auf den Namen John. Einige der Kinder sandte er in den Osten zur besseren Ausbildung.
1856 diente Bridger als Scout bei der Expedition von Leutnant Warren, der das Gebiet der Black Hills und des Yellowstone River erkundete.
Im Mai 1857 erteilte US-Präsident James Buchanan den Befehl, das Machtgebiet von Youngs Mormonen zu besetzen. Sofort stellte sich Bridger freiwillig als Scout zur Verfügung und bot der Armee Fort Bridger als Stützpunkt für den Nachschub an. Im September begann Young seinen Guerillakrieg gegen die US-Armee.

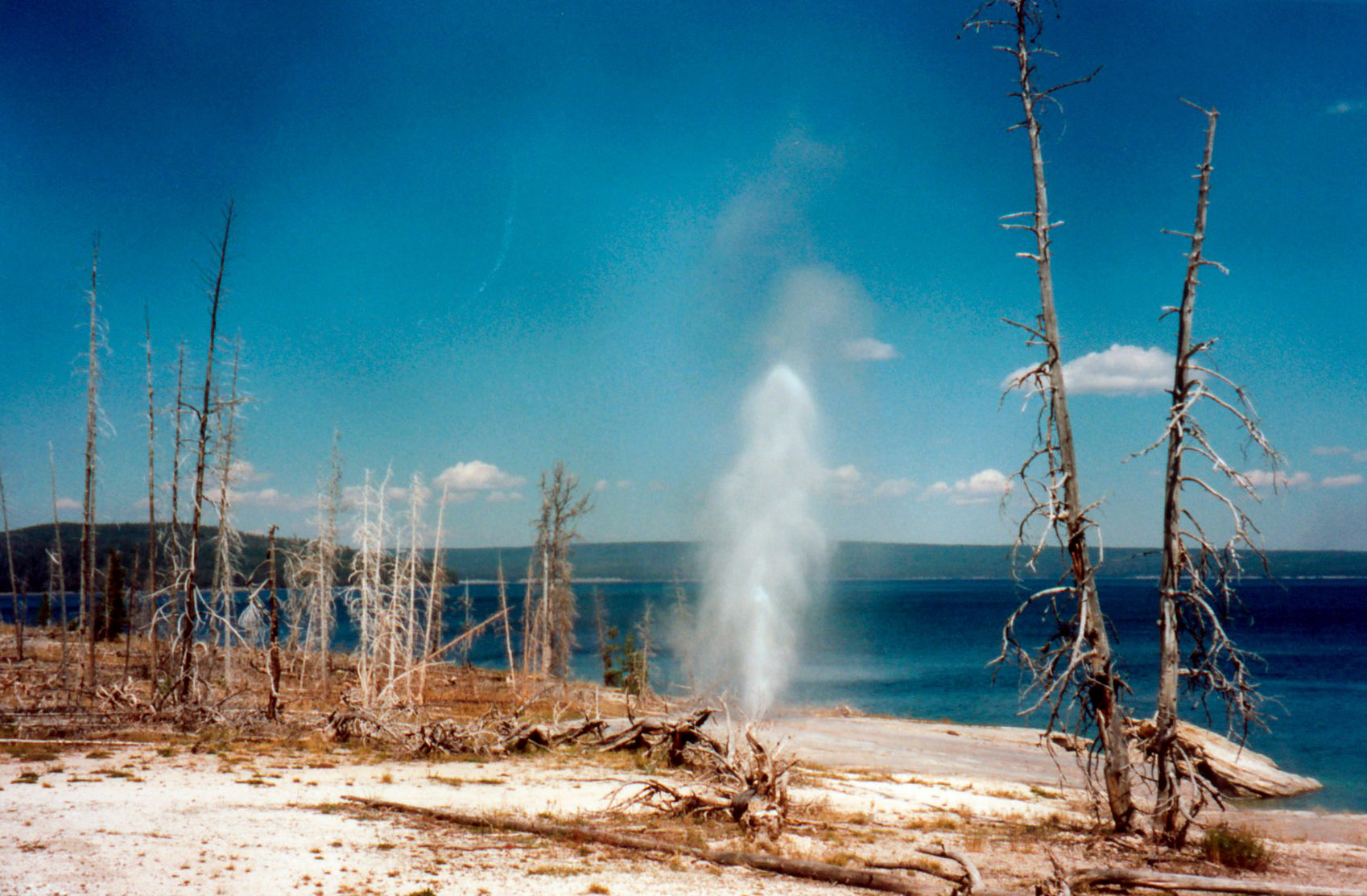
Geysir am Yellowstone Lake

Als einer der ersten Weißen bekam Bridger die Geysire des Yellowstone-Gebietes spätestens 1857, möglicherweise aber bereits um 1830, zu sehen. 1859 und 1860 suchte er mit Hauptmann W. F. Raynolds vom Wind River aus einen Zugang zum zerklüfteten Gelände des heutigen Yellowstone-Nationalparkes, scheiterte aber. Stattdessen umgingen sie das Park-Gebiet im Süden und Westen. Raynolds erwähnte Bridger und besonders seine Ortskenntnisse lobend in seinem Tagebuch.
Mit über sechzig Jahren steckte Bridger 1865 eine Strecke von Fort Kearny (Nebraska) nach Virginia City (Montana) ab für einen neuen Trail, nach ihm Bridger Trail genannt. Bridger umging dabei die Bighorn Mountains im Westen, aus Rücksicht auf die dortigen Indianerstämme. Nicht so John Bozeman: Er entwarf eine direkte Route mitten durch das Indianergebiet. In der Folge benutzten die meisten Goldsucher und Auswanderer in den Westen den Bozeman Trail, forderten aber von der US-Armee Schutz gegen die Indianer. Wenig später blockierten feindliche Lakota-, Cheyenne- und Arapaho-Krieger den Bozeman-Trail im Gebiet des Powder River. Generalmajor Grenville M. Dodge ordnete eine militärische Straf-Expedition zu den drei feindlichen Indianerstämmen an. Die Aktion wurde von Brigadegeneral Patrick E. Connor geführt. Bridger diente ihm als Scout, im Range eines Majors. Die US-Truppe konnte zwar die Arapaho unter Black Bear in der Tongue-River-Schlacht schlagen und damit die Aktionen dieses Stammes für eine Weile unterbinden; gegen die Lakota und Cheyenne konnten sie aber nichts ausrichten.
Im selben Jahr zeigte Jim Bridger Dodge und seinen Vermessern, wo sie die Bahnlinie der Union Pacific Railroad durch die Rocky Mountains bauen konnten.
1868 unterzeichneten Vertreter der US-Regierung in Fort Laramie einen Vertrag mit den Lakota und anderen Indianerstämmen, der den von 1866 bis 1868 währenden Red-Cloud-Krieg beendete und diesen weite Ländereien zusicherte. Die US-Armee musste sämtliche Forts in diesem Gebiet räumen und den Bozeman-Trail schließen. Jim Bridgers letzte offizielle Aufgabe in der Armee bestand darin, Truppen zu den Forts zu führen und die dortigen Besitztümer der Armee zu holen. Noch im selben Jahr nahm Bridger in Fort Laramie seinen Abschied aus der Armee.

## Lebensabend

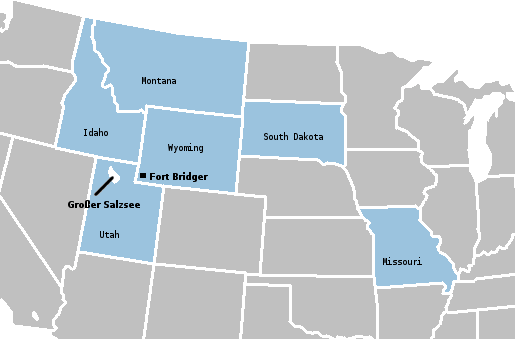
Bridgers wichtigste Stationen

Inzwischen litt Bridger an Arthritis, Rheuma, Struma, Sehschwäche und anderen gesundheitlichen Beschwerden. Außerdem war der Westen inzwischen weitaus belebter, als er ihn gekannt und geliebt hatte. Deshalb kehrte er 1868 nach Missouri zurück und ließ sich bei zweien seiner Töchter auf seinem Grundstück in Westport nieder, das er 1855 erworben hatte.
Dort hörte er, dass General Philip Sheridan für den Winter 1868/69 einen großangelegten Kriegszug gegen die Indianer beim Bozeman-Trail plante – ungeachtet des kurz zuvor besiegelten Friedensvertrages. Trotz seiner Beschwerden reiste er unverzüglich nach Fort Laramie und riet Sheridan dringend von diesem Vorhaben ab. Sheridan hörte nicht auf Bridger und gab Oberstleutnant George Armstrong Custer die Leitung für das Unternehmen. Am 27. November griff Custers Truppe am Washita River das Dorf der Cheyenne unter Black Kettle an. Es starben 103 Cheyenne, darunter Black Kettle, die meisten allerdings Kinder und Frauen.
Bridger versuchte erfolglos, von der Regierung einen Pachtzins für die Benutzung des Forts Bridger zu erwirken. Er starb im Jahre 1881 und wurde in der Nähe bestattet.
Zu seinem hundertsten Geburtstag ließ General Grenville Dodge 1904 Bridgers Gebeine in den Mount Washington Cemetery (Missouri) überführen und ein Monument von über zwei Metern Höhe errichten.

## Geschichtenerzähler
Zu Bridgers Lebzeiten und danach war er bekannt als Erzähler von Legenden. Besonders während der Wintermonate pflegten die Trapper in Hütten zu wohnen und sich gegenseitig Geschichten zu erzählen. Bridger war einer der bekanntesten Geschichtenerzähler überhaupt. Diese langen Geschichtenabende in den wilden Bergen wurden zuweilen „The Rocky Mountains College“ genannt.
Einige von Bridgers Geschichten stellten sich als wahr heraus, zum Beispiel seine Beschreibung der Yellowstone-Geysire, oder dass er Fische gesehen habe, die „über die Wasserscheide geschwommen“ seien. Tatsächlich spaltet sich am Two Ocean Pass ein Bach in zwei Arme, von denen einer dem Atlantik und der andere dem Pazifik zufließt, was Fischen das Queren der Wasserscheide ermöglicht. Ebenfalls auf das Yellowstone-Gebiet bezog sich die Geschichte eines Flusses, der zwar an der Quelle eiskalt war, aber so rasch den Berg hinunterfloss, dass er heiß unten ankam. Wenn auch der Grund für diese heiße Quelle nicht stimmte, so war die Geschichte im Ansatz doch richtig: Beschrieben hatte Bridger den Firehole River.

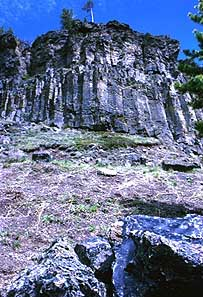
Obsidian Cliff, Yellowstone-Nationalpark

Andere Geschichten basierten zwar auf Tatsachen, wurden von Bridger aber ausgeschmückt. Zum Beispiel erzählte er von einem versteinerten Wald, in dem versteinerte Vögel versteinerte Lieder sangen. Im Yellowstone-Gebiet finden sich tatsächlich versteinerte Wälder. Eine weitere Geschichte handelte von einem Jäger, der so lange auf einen Wapiti-Hirsch schoss, bis er merkte, dass ein gläserner Berg seine Kugeln aufhielt. Bridger bezog sich dabei auf das Obsidian Cliff, das sich im heutigen Yellowstone-Nationalpark befindet.
Anfänglich soll Bridger seine Entdeckungen im Yellowstone-Gebiet korrekt wiedergegeben haben. Als ihm niemand Glauben schenkte, begann er die Geschichten auszuschmücken, um sie wenigstens zur Unterhaltung zu nutzen.
Nachdem das Park-Gebiet durch verschiedene Expeditionen erforscht und der Nationalpark gegründet worden war, bestätigte 1879 ein Herausgeber einer führenden Zeitung im Westen, dass Bridger ihm bereits 30 Jahre früher die Eigenheiten des Gebietes korrekt erzählt hatte. Der Herausgeber hatte „über Bridgers Lügengeschichten gelacht“ und keinen Artikel dazu geschrieben (Lit.: Brown, 1961, S. 189).
Einer der wenigen, die Bridger glaubten, war Nathaniel P. Langford. Langford und Bridger trafen sich erstmals 1866, als Bridger bei einer Wagen-Gesellschaft angestellt war, deren Präsident Langford war. 1870 leitete Langford zusammen mit Henry Dana Washburn und Gustavus C. Doane die Washburn-Langford-Doane-Expedition in das Yellowstone-Gebiet und fand Bridgers unglaubliche Geschichten zum Beispiel über Geysire oder über versteinerte Bäume bestätigt.
Mit den Jahren wurde Bridger so stark mit Legenden assoziiert, dass viele Geschichten anderer ihm zugeschrieben wurden. Eine der Lieblingsgeschichten Bridgers handelte davon, wie er von einhundert Cheyenne-Kriegern verfolgt wurde. Nachdem er mehrere Meilen weit gerannt war, fand sich Bridger am Ende eines Canyons wieder, von oben von den Indianern umzingelt. An dieser Stelle der Geschichte pflegte Bridger zu schweigen, bis ein Zuhörer fragte: „Was geschah dann, Mr Bridger?“ Bridger antwortete: „Sie töteten mich.“
Bridger hatte eine bemerkenswerte Begabung für Sprachen. Er war zwar Analphabet, sprach aber neben Englisch, Französisch und Spanisch auch drei Indianersprachen. Letztere lernte er durch das Zusammenleben mit den Indianern.
Obwohl Bridger nicht lesen konnte, interessierte er sich mit den Jahren stark für Literatur. So ließ er sich im Winter 1862/63, während seiner Dienstzeit bei der US-Armee, von Captain J. Lee Humfreville das Buch „Hiawatha“ vorlesen. Humfrevilles Aussagen zufolge erkundigte sich Bridger bei ihm, welches das beste Buch sei, das jemals geschrieben worden war. Humfreville erwähnte die Werke Shakespeares. Wenig später tauschte Bridger bei Auswanderern ein Shakespeare-Exemplar gegen ein Ochsengespann ein. Ein deutscher Junge las ihm für 40 Dollar im Monat aus dem Buch vor. Bridger war ein aufmerksamer Zuhörer und liebte es, Shakespeare zu zitieren.

## Äußere Merkmale
Gemäß Beschreibungen von Zeitgenossen soll Bridger 1,80 Meter groß gewesen sein, „gerade, dünn, drahtig und sonnenverbrannt, beinahe von der Farbe eines Indianers“. Sein Gesicht wird als edel beschrieben und es soll einen Ausdruck von Großzügigkeit vermittelt haben. Er hatte dunkelbraune Haare und klare, dunkle Augen. Er pflegte Mokassins zu tragen und – wie die Indianer – die Zehen beim Gehen leicht nach innen zu drehen (Lit.: Kuegler, 1989, S. 85).

## Bedeutung

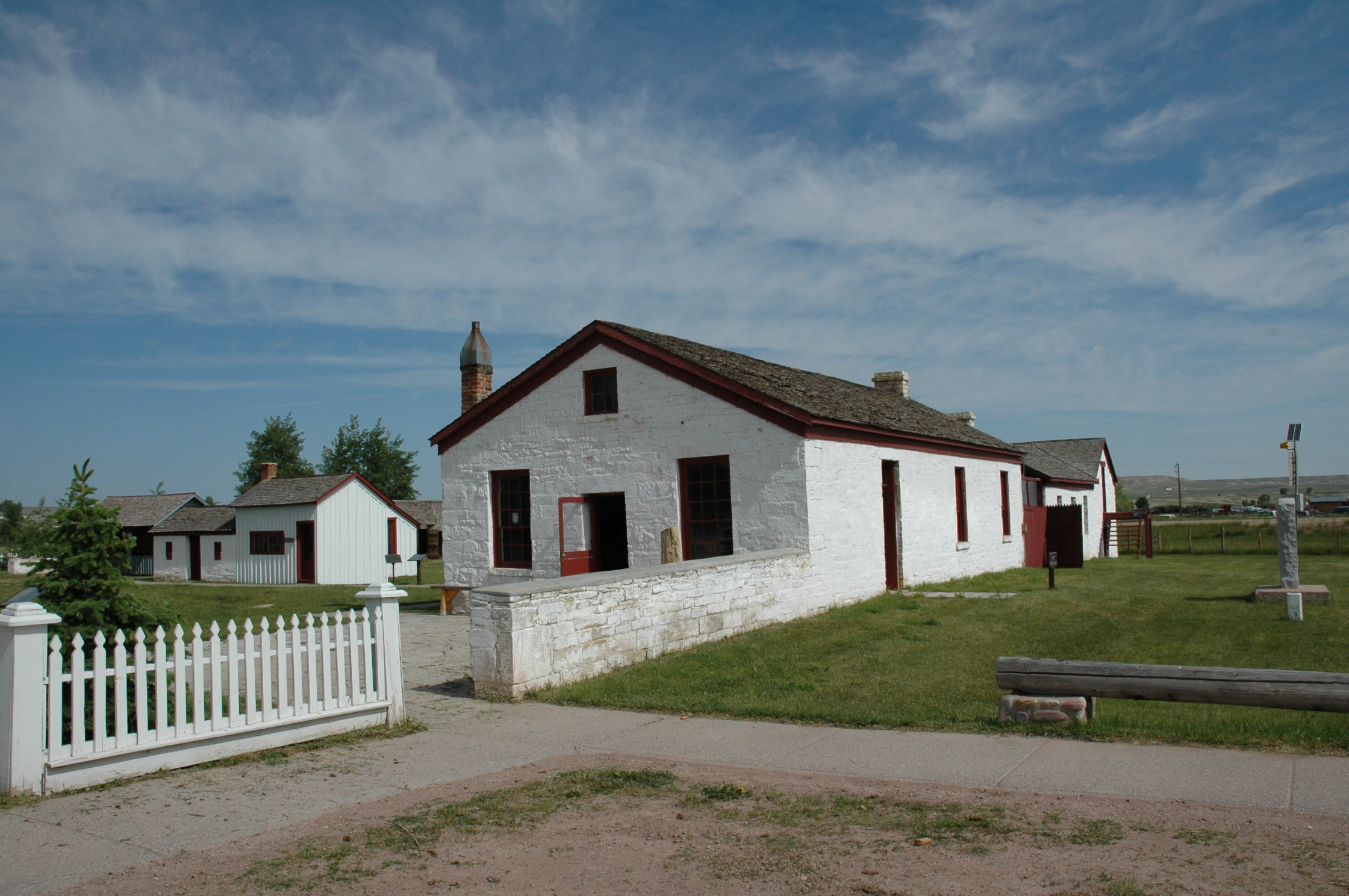
Fort Bridger heute

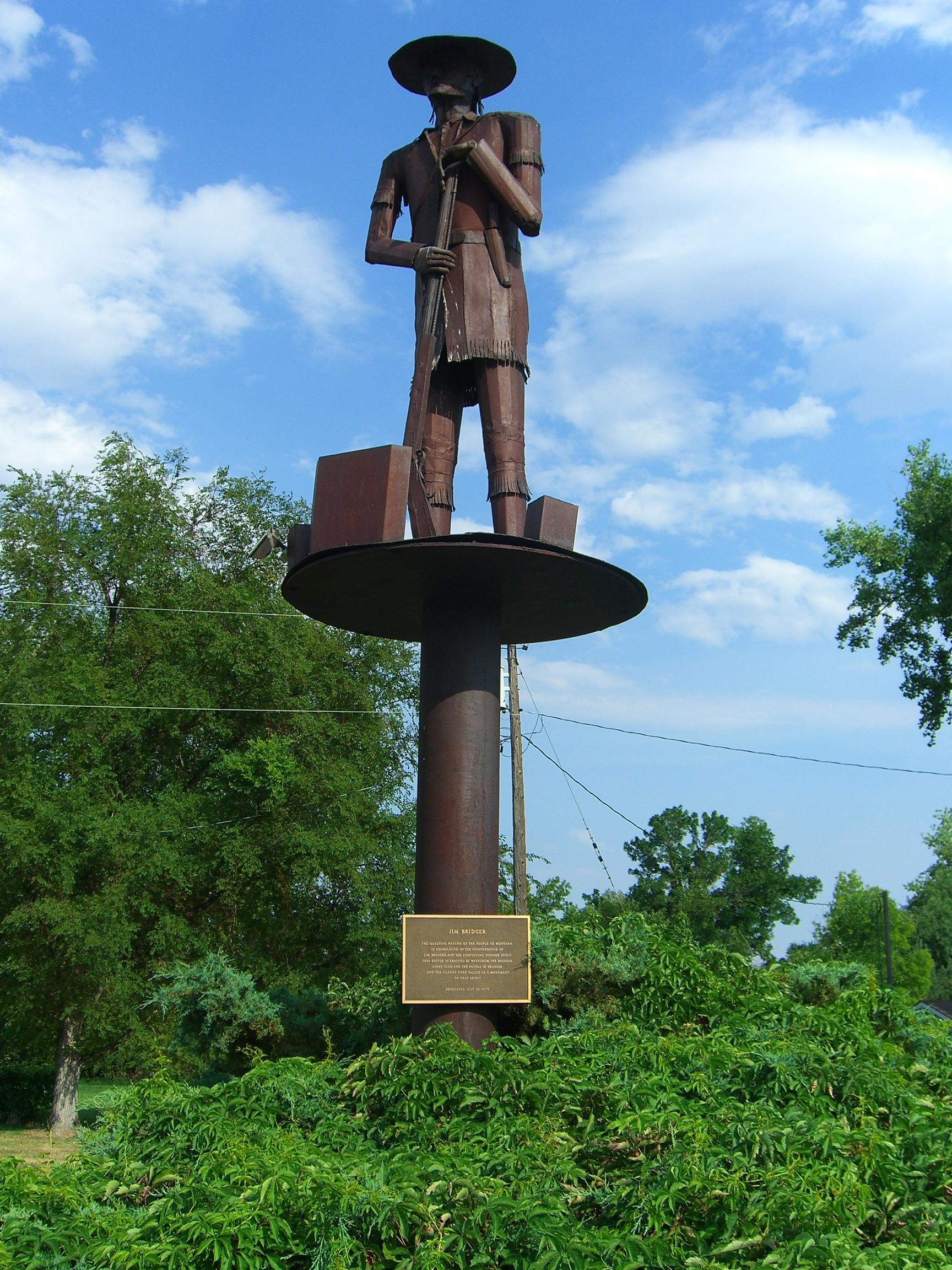
Jim-Bridger-Monument in Bridger, Montana

Bridger war vor allem berühmt für seine geografischen Kenntnisse und seine Fähigkeiten als Trapper und Jäger. Verschiedenste außergewöhnliche Erlebnisse verliehen ihm einen legendären Ruf. Er war bei vielen Expeditionen im Gebiet der heutigen Bundesstaaten Utah, Wyoming, Montana und South Dakota mit dabei. Die Armee schätzte seine Dienste als Scout sehr.
Nebst dem Bridger Pass und dem heutigen historischen Monument Fort Bridger sind auch die Ortschaft Bridger in Montana, zwei Bergzüge – die Bridger Mountains in Montana und die Bridger Mountains in Wyoming –, der Bridger-Teton National Forest im westlichen Wyoming, und als Teil davon die Bridger Wilderness, sowie das Skigebiet Bridger Bowl Ski Area bei Bozeman nach ihm benannt.
Bridgers Gewehr ist im Museum of the Mountain Men in Pinedale (Wyoming) zu sehen.

## Filmische Rezeption
In dem Western Tomahawk – Aufstand der Sioux aus dem Jahre 1951, der verschiedene Geschehnisse des Red-Cloud-Krieges, darunter das Fetterman-Gefecht und den Wagon Box Fight, aufgreift, wird die dortige Hauptfigur Jim Bridger von van Heflin gespielt.
In Quentin Tarantinos 2009 veröffentlichtem Film Inglourious Basterds behauptet die fiktive Hauptfigur Lieutenant Aldo Raine, ein Nachkomme von Bridger und einer seiner indianischen Ehefrauen zu sein.
In dem 2015 veröffentlichten Film The Revenant – Der Rückkehrer wird Bridger von Will Poulter dargestellt.
In der Miniserie American Primeval aus dem Jahr 2025 wird Bridger von Shea Whigham darstellt.